# Макайя, Брис
Брис Макайя́ (фр. Brice Mackaya; род. 23 июля 1968, Ньянга) — габонский футболист, нападающий. Участник двух кубков африканских наций в 1994 и 1996 годах.

## Клубная карьера
В 1988—1995 годах нападающий играл за габонский «Петроспорт». В сезоне 1995/96 габонский футболист играл в чемпионате Венгрии за «Вашаш» и «Вац». В 1996 году Брис вернулся в «Петроспорт».

## Сборная Габона
14 июня 1992 года нападающий впервые сыграл за сборную Габона в товарищеском матче с Того. Сборная Габона выиграла матч со счётом 1:0, Брис забил единственный гол в матче. В 1994 году нападающий сыграл два матча на кубке африканских наций, сборная Габона проиграла оба матча и не вышла из группы. В 1996 году Брис сыграл 3 матча и забил 2 гола (Заиру и Тунису) на кубке африканских наций в ЮАР. Сборная Габона заняла первое место в группе C, но четвертьфинале проиграла сборной Туниса в серии пенальти. 10 апреля 1999 года футболист сыграл последний матч за сборную Габона против сборной ЮАР. Габон выиграл со счётом 1:0. С учётом товарищеских и отборочных матчей на чемпионат мира и кубок африканских наций Брис Макайя сыграл 38 матчей и забил 15 голов.

## Достижения
- Кубок Габона: 1989